# Jan Hrbatý
Jan Hrbatý (* 20. Januar 1942 in Strážisko bei Olmütz; † 23. Juli 2019) war ein tschechoslowakischer Eishockeyspieler, der mit der Nationalmannschaft jeweils eine Silbermedaille bei Weltmeisterschaften und Olympischen Winterspielen gewann.
Jan Hrbatý begann seine Karriere 1961 bei ASD Dukla Jihlava und spielte ausschließlich für diesen Verein in der höchsten Spielklasse der ČSSR. Mit Dukla wurde er mehrfach Tschechoslowakischer Meister, bevor er 1980 seine Karriere beendete.
Mit der tschechoslowakischen Nationalmannschaft nahm er zwischen 1967 und 1970 an allen internationalen Turnieren teil und gewann 1968 bei den Olympischen Winterspielen die Silbermedaille, die gleichzeitig als Vize-Weltmeistertitel gilt. Zudem nahm er an den Weltmeisterschaften 1967, 1969 (Gewinn der Bronzemedaille) und 1970 (Gewinn der Bronzemedaille) teil. Insgesamt erzielte er in 57 Länderspielen 15 Tore für die ČSSR.
Im Dezember 2015 wurde Jan Hrbatý in die Tschechische Eishockey-Ruhmeshalle aufgenommen.

## Erfolge und Auszeichnungen
- Tschechoslowakischer Meister 1967, 1968, 1969, 1970, 1971, 1972 und 1974
- Gewinn der Silbermedaille bei den Olympischen Winterspielen 1968
- Gewinn der Silbermedaille bei der Weltmeisterschaft 1968
- Gewinn der Bronzemedaille bei der Weltmeisterschaft 1969 und 1970
- Aufnahme in die Tschechische Eishockey-Ruhmeshalle im Jahr 2015